# La Gallina, Michoacán de Ocampo
La Gallina är en ort i Mexiko.   Den ligger i kommunen Gabriel Zamora och delstaten Michoacán de Ocampo, i den södra delen av landet, 300 km väster om huvudstaden Mexico City. La Gallina ligger 851 meter över havet och antalet invånare är 191.
Terrängen runt La Gallina är huvudsakligen kuperad, men åt sydväst är den platt. Terrängen runt La Gallina sluttar söderut. Runt La Gallina är det ganska tätbefolkat, med 75 invånare per kvadratkilometer. Närmaste större samhälle är Lombardía, 5,3 km söder om La Gallina. I omgivningarna runt La Gallina växer huvudsakligen savannskog.